# Look What the Cat Dragged In
| 전문가 평가 | 전문가 평가 |
| 평가 점수   | 평가 점수   |
| 출처        | 점수        |
| ----------- | ----------- |
| AllMusic    | [ 1 ]       |
| Rock Hard   | 3/10        |
| PopMatters  | 3           |

《Look What the Cat Dragged In》은 미국의 글램 메탈 밴드 포이즌의 데뷔 스튜디오 음반으로, 1986년 8월 2일, 에니그마 레코드와 캐피틀 레코드를 통해 발매되었다. 발매 초기에는 큰 주목을 받지 못했으나, 점차 인기를 얻으며 1987년 5월 23일, 미국 빌보드 200 차트에서 최고 순위 3위를 기록했다. 이 음반에서는 〈Talk Dirty to Me〉, 〈I Want Action〉, 〈I Won't Forget You〉 등 세 개의 히트 싱글이 나왔다.
《Look What the Cat Dragged In》은 1987년 미국 음반 산업 협회(RIAA)로부터 골드 인증을 받았고, 1990년에는 트리플 플래티넘 인증을 획득하였다. 또한 영국 축음기 협회(BPI)로부터 실버 인증을, 캐나다에서는 플래티넘 인증을 받았다.

## 배경
이 음반은 원래 〈Cry Tough〉 단 한 곡만이 싱글로 포함되어 있었으나, 《Look What the Cat Dragged In》은 예상을 깨고 큰 성공을 거두었고, 이후 〈Talk Dirty to Me〉, 〈I Want Action〉, 〈I Won't Forget You〉 등 세 곡의 히트 싱글이 추가로 차트에 올랐다. 이 음반은 에니그마 레코드 역사상 가장 많이 팔린 음반이 되었다. MTV에서의 집중적인 방송 덕분에, 포이즌은 동시대 글램 록 밴드인 래트, 신데렐라, 콰이어트 라이엇과의 투어 기회를 얻었으며, 댈러스에서 열린 텍사스 잼에도 출연하는 등 주목받는 행보를 이어갔다. 《Look What the Cat Dragged In》은 전 세계적으로 400만 장 이상의 판매고를 올렸다.

## 제작 및 마케팅
보컬리스트 브렛 마이클스는 이 음반을 "과대 포장된 데모"라고 표현한 바 있다. 《Look What the Cat Dragged In》은 프로듀서 릭 브라우드의 지휘 아래 로스앤젤레스의 뮤직 그라인더 스튜디오에서 단 12일 만에 녹음되었으며, 총 제작비는 미화 2만 3천 달러로 알려져 있다. 이 비용의 일부는 밴드 멤버들과 그들의 가족들이 사비로 부담하였다.

## 곡 목록
모든 곡들은 브렛 마이클스, C.C. 데빌, 보비 댈 그리고 리키 로켓에 의해 작사/작곡하였다.
| #   | 제목                             | 재생 시간 |
| --- | -------------------------------- | --------- |
| 1.  | 〈Cry Tough〉                    | 3:26      |
| 2.  | 〈I Want Action〉                | 3:05      |
| 3.  | 〈I Won't Forget You〉           | 3:35      |
| 4.  | 〈Play Dirty〉                   | 4:08      |
| 5.  | 〈Look What the Cat Dragged In〉 | 3:10      |
| 6.  | 〈Talk Dirty to Me〉             | 3:44      |
| 7.  | 〈Want Some, Need Some〉         | 3:39      |
| 8.  | 〈Blame It on You〉              | 2:32      |
| 9.  | 〈#1 Bad Boy〉                   | 3:14      |
| 10. | 〈Let Me Go to the Show〉        | 2:45      |

## 인증
| 국가                       | 인증        | 판매량/출하량 |
| -------------------------- | ----------- | ------------- |
| 캐나다 (뮤직 캐나다)       | 플래티넘    | 100,000^      |
| 영국 (BPI)                 | 실버        | 60,000^       |
| 미국 (RIAA)                | 3× 플래티넘 | 3,000,000^    |
| ^출하량을 기반으로 한 인증 |             |               |